# نیروهای مسلح روسیه

گارد افتخار روسیه در آرامگاه یک سرباز گمنام روسی

نیروهای مسلح فدراسیون روسیه (به روسی: Вооружённые силы Российской Федерации) شامل نیروهای نظامی روسیه است که پس از تجزیه اتحاد جماهیر شوروی سوسیالیستی تأسیس شد. در ۷ مه ۱۹۹۲، بوریس یلتسین رئیس‌جمهور وقت روسیه، فرمان تأسیس وزارت دفاع روسیه را امضا کرد. رئیس‌جمهور فدراسیون روسیه (در حال حاضر ولادیمیر پوتین) فرمانده عالی نیروهای مسلح و فرمانده کل قوا است. ۲۳ فوریه، روز ارتش در روسیه است. نیروهای مسلح فدراسیون روسیه با حدود یک میلیون نیروی فعال، از لحاظ تعداد نفرات فعال در رتبه پنجم جهان قرار دارد و علاوه بر آن، حداقل ۲٬۰۰۰٬۰۰۰ نیروی ذخیره دارد. خدمت وظیفه عمومی در روسیه به‌مدت یک سال است و برای تمام مردان بین ۱۸ تا ۲۷ سال، اجباری است. این نیرو از لحاظ تجهیزات و قدرت نظامی پس از نیروهای مسلح آمریکا، در جایگاه دوم قرار دارد. در حال حاضر نیروهای مسلح روسیه از نظر تعداد جنگ‌افزار هسته‌ای، در رتبهٔ اول دنیا قرار دارد. این نیرو از نظر تعداد تانک، در جایگاه نخست و بر اساس تعداد زیردریایی‌های موشک‌انداز بالستیک، تعداد شناورهای نیروی دریایی و تعداد هواگردهای نظامی نیز در جایگاه دوم جهان قرار دارد. روسیه یکی از سه کشوری است که دارای بمب‌افکن‌های راهبردی فعال و عملیاتی است. هزینه‌های نظامی روسیه در سال ۲۰۲۰، در حدود ۶۱٫۷ میلیارد دلار برآورد شد و این کشور از نظر هزینه‌های نظامی، در جایگاه چهارم جهان قرار دارد.

## شاخه‌ها
نیروهای مسلح روسیه، تحت فرمان وزارت دفاع روسیه به سه شاخهٔ اصلی تقسیم می‌شوند. این ۳ شاخه، شامل نیروی زمینی روسیه، نیروی هوایی روسیه و نیروی دریایی روسیه است. نیروهای مسلح روسیه علاوه بر این‌ها دارای چند شاخهٔ مستقل دیگر از جمله نیروهای راهبردی موشکی، نیروی هوابرد روسیه، نیروهای عملیات ویژه روسیه و نیروی پشتیبانی لجستیک هستند. بر اساس قانون اساسی روسیه، نیروهای مسلح این کشور، به‌همراه سرویس امنیت فدرال روسیه، گارد ملی روسیه، وزارت امور داخلی روسیه، سرویس حفاظت فدرال روسیه، اداره اصلی اطلاعات روسیه، نیروهای مرزبانی روسیه و وزارت موقعیت‌های اضطراری روسیه به‌دستور مستقیم شورای امنیت روسیه، به خدمت نظامی می‌پردازند.

## جنگ‌افزارهای هسته‌ای

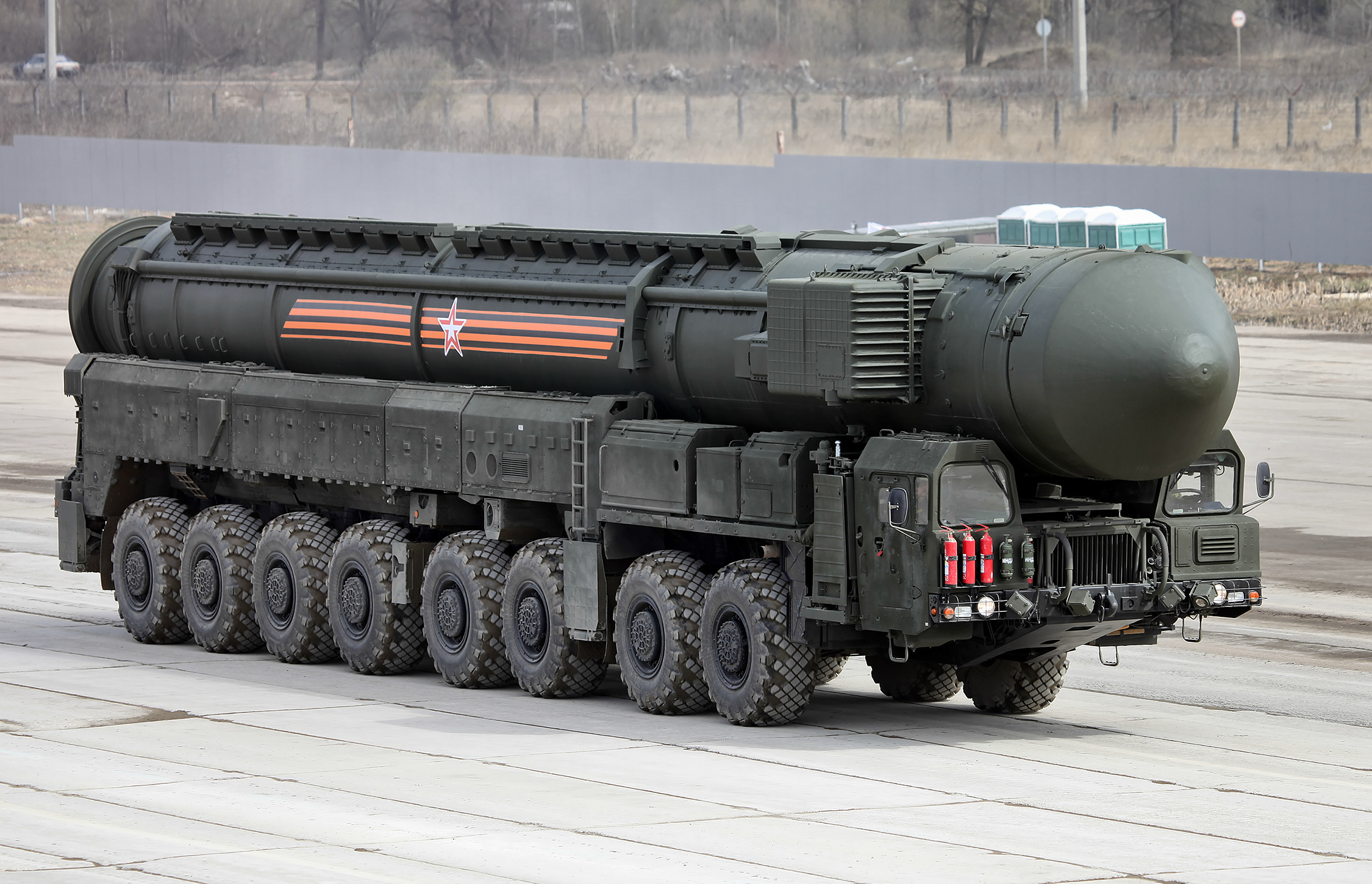
نسخهٔ متحرک موشک آراس-۲۴

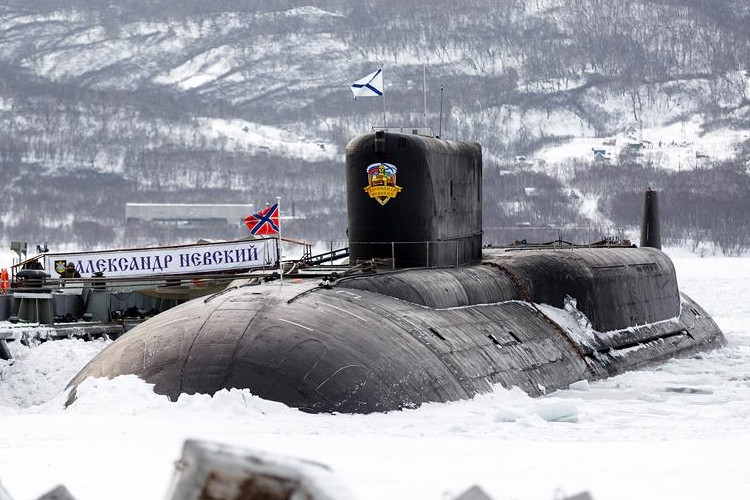
یک زیردریایی کلاس بری با نام زیردریایی الکساندر نوسکی (کی-۵۵۰)

فدراسیون دانشمندان آمریکایی برآورد کرده‌است که روسیه تا ژانویهٔ ۲۰۱۷ تقریباً ۱٬۷۶۵ کلاهک هسته‌ای استراتژیک مستقر، ۲٬۷۰۰ کلاهک هسته‌ای غیرمستقر و همچنین ۲٬۵۱۰ کلاهک هسته‌ای در انتظار برچیده شدن دارد. نیروهای راهبردی موشکی روسیه کلاهک‌های هسته‌ای خود را کنترل کرده و نیروی دریایی، موشک‌های مبتنی بر زیردریایی و نیروهای هوافضا کلاهک‌های هوایی را کنترل می‌کند. کلاهک‌های هسته‌ای روسیه در چهار دسته مستقر هستند:
1. غیرمتحرک زمینی (سیلو) مانند آر-۳۶ و جایگزین آن آراس-۲۸ سارمات
2. متحرک زمینی مانند آر‌تی-۲پی‌ام۲ توپول-ام و آراس-۲۴ یارس جدید
3. مبتنی بر زیردریایی مانند بولاوا و آر۲۰آر‌ام‌یو۲ لینر
4. کلاهک‌های دوربرد نیروی هوایی